# Сфера (театр)
«Сфера» — драматический театр в Москве, инициатором создания которого выступила Екатерина Еланская. Государственное бюджетное учреждение культуры города Москвы. Создан в 1981 году решением Министерства Культуры СССР.
Зал театра представляет собой круговой амфитеатр с центральной сценой и подвижными площадками внутри него; архитектором проекта выступила Наталья Голас, главным художником — Владимир Солдатов.

## История
Главная идея, заложенная его основателями, в их числе актёры — Георгий Тараторкин, Александр Калягин, Олег Даль, Георгий Бурков и другие артисты, — в особой сфере общения зрителя и артиста.
Первыми спектаклями ещё до официальной даты открытия театра «Сфера» — стали спектакли, которые игрались на сцене Концертного зала им. П. И. Чайковского, где в архитектурной форме воплотилась идея Вс. Мейерхольда, объединившая амфитеатр зрительного зала и сцену — в большую полусферу.
- «Почта на юг» А. де Сент-Экзюпери, в спектакле играли: Г. Тараторкин, А. Калягин, Г. Бурков, Л. Толмачёва, Л. Круглый;
- «Нездешний вечер» — поэтическая композиция поэзии Серебряного века, в которой принимали участие: А. Лазарев, Г. Бортников, М. Козаков, Е. Киндинов, Л. Толмачёва, Г. Егорова.

Спектакли шли на пустой арене сцены в сопровождении живой органной музыки.
Еланская создавала спектакли, объединяя актёров разных театров:
- «Россия моя, Россия» М. Цветаевой и С.Есенина с участием Т. Дорониной.
- «Бедные люди» Ф. Достоевского,
- «Там, вдали…» Василия Шукшина, с песнями Владимира Высоцкого при участии народных артистов России Евгении Симоновой и Евгения Киндинова,
- «Письма к незнакомке» А. Моруа и А. Моравиа с участием Е. Васильевой, Е. Весника, Е. Симоновой, Е. Киндинова, Л. Круглого.

В первые годы театр располагался в московском ДК завода «Каучук» на Плющихе. В конце 1984 года была закончена реконструкция зрительного зала театрального здания, находящегося в саду «Эрмитаж», где и обосновался театр. В 1984 году одним из первых репетировался спектакль в постановке Романа Виктюка — «Кто боится Вирджинии Вульф?» по пьесе Эдварда Олби.
Художественным руководителем с момента создания театра и до своей смерти в 2013 году была его основатель Екатерина Еланская. Последней режиссёрской работой Е. Еланской стал спектакль «Честный аферист» по пьесе В. Газенклевера (премьера состоялась 17 мая 2013 г.).
После ухода из жизни Екатерины Еланской, театр продолжает свою работу под творческим руководством народного артиста России Александра Викторовича Коршунова, взявшего курс на продолжение дела «Сферы», сохранение эстетики и принципов этого театра.
В 2022 году в соответствии с приказом Департамента культуры города Москвы от 29 марта 2022 года театр «Сфера» присоединён к театру «Эрмитаж».

## Постановки
- 1981 — «Нездешний вечер» (поэтическая композиция по стихам М. Цветаевой, А. Ахматовой, Н. Гумилева, О. Мандельштама, И. Северянина, Д. Самойлова)
- 1981 — «Письма к незнакомке» А. Моруа, А. Моравиа
- 1981 — «Там, вдали» В. Шукшин
- 1981 — «Комедии» М. Зощенко (одноактные комедии «Неудачный день» и «Свадьба»)
- 1982 — «Перед зеркалом» В. Каверин
- 1982 — «Моль» Н. Погодин
- 1982 — «Театр Олби» (одноактные пьесы Э. Олби «Смерть Бесси Смит» и «Что случилось в зоопарке»)
- 1983 — «До третьих петухов» В. Шукшин (
- 1983 — «На чем держится мир» (сценическая композиция Е. Еланской по пьесе «Жаворонок» Ж. Ануйя, поэме «Зоя» М. Алигер, стихам Н. Рубцова, Б. Окуджавы, Ф. Вийона, А. Тарковского)
- 1983 — «Маленький принц» А. де Сент-Экзюпери
- 1983 — «Живи и помни» по В. Распутину
- 1985 — «Театральный роман» М. Булгаков
- 1985 — «Мой крылатый друг» Н. Вагнер
- 1985 — «Весенняя сказка» А. Островский
- 1986 — «Прощай, Гульсары» Ч. Айтматов
- 1986 — «До третьих петухов» В. Шукшин (вторая редакция)
- 1987 — «Чайка» А. Чехов
- 1987 — «Зеленая птичка» К. Гоцци
- 1987 — «Завтра и вчера» В. Вишневский
- 1988 — «Багровый остров» М. Булгаков
- 1988 — «Гарольд и Мод» К. Хиггинс, Ж-К. Каррьер
- 1988 — «Пасхальные сны» М. Салтыков — Щедрин
- 1988 — «Эвридика» Ж. Ануй
- 1989 — «Доктор Живаго» Б. Пастернак
- 1989 — «Коллекция» Г. Пинтер
- 1989 — «Король умирает» Э. Ионеско
- 1989 — «Роковые яйца» М. Булгаков
- 1990 — «Лолита» В. Набоков
- 1990 — «Блаженство» М. Булгаков
- 1990 — «Остров Крым» В. Аксенов
- 1990 — «ВУРМ» П. Попогребский
- 1991 — «Неописуемое преступление Мод Эллен» П. Гейл
- 1991 — «Цапля» В. Аксенов
- 1991 — «Диалоги из клетки» А. Костинский
- 1992 — «Прекрасные сабинянки» Л. Андреев
- 1992 — «Лебединый стан» М. Цветаева
- 1993 — «Князь Таврический» Ф. Лаубе
- 1993 — «Гондла» Н. Гумилев
- 1993 — «Монт-Ориоль» Г. де Мопассан
- 1994 — «Преступная троица» А. Аверченко
- 1994 — «Причуды соловья» Т. Уильямс
- 1994 — «И всюду страсти…» Е. Щеглов
- 1994 — «Пианино в траве» Ф. Саган
- 1995 — «Дарю, что помню» Е. Весник
- 1995 — «Король, дама, валет» В. Набоков
- 1996 — «Лолита» В. Набоков, Э. Олби (вторая редакция)
- 1996 — «Король-олень» В. Коростылев, М. Таривердиев
- 1996 — «Письма к незнакомке» А. Моруа, А. Моравиа (вторая редакция)
- 1997 — «Игра любви и случая» П. Мариво
- 1997 — «Смех во мраке» В. Набоков
- 1997 — «Коллекция» Г. Пинтер (вторая редакция)
- 1997 — «Заговор чувств» Ю. Олеша
- 1998 — «Королевство — на стол!» («Строитель Сольнес») Г. Ибсен
- 1998 — «Эрик XIV» А. Стриндберг
- 1998 — «Не любовь, а судьба» С. Довлатов
- 1999 — «Вестсайдская история» Э. Леман, Л. Бернстайн
- 1999 — «Красавец-мужчина» А. Островский
- 2000 — «Игра интересов» Х. Бенавенте
- 2000 — «Люди и страсти» М. Лермонтов
- 2001 — «В лесах и на горах» П. Мельников — Печерский
- 2001 — «Скандальное происшествие» Д. Пристли
- 2002 — «Весенняя сказка» А. Островский (вторая редакция)
- 2002 — «Он, она и любовник» Д. Фо
- 2003 — «Грозный ангел» Н. Лесков
- 2003 — «Фантомные боли» В. Сигарев
- 2003 — «Ах, как хорош это мир» Е. Брошкевич
- 2003 — «Нахлебник» И. Тургенев
- 2004 — «Подлинная жизнь Себастьяна Найта» В. Набоков
- 2004 — «Дон Жуан» Г. Фигерейду
- 2004 — «Детектор лжи» В. Сигарев
- 2005 — «Троил и Крессида» У. Шекспир
- 2005 — «Небо и ад» П. Мериме
- 2005 — «Приглашение в замок» Ж. Ануй
- 2006 — «Кандида» Б. Шоу
- 2006 — «Публике смотреть воспрещается» Ж. Марсан
- 2006 — «Лолита» В. Набоков, Э. Олби (третья редакция)
- 2007 — «Цезарь и Клеопатра» Б. Шоу
- 2007 — «Чудная баба» Н. Садур
- 2007 — «Я пришел дать вам волю» В. Шукшин
- 2007 — «Мурли» А. Шмидт
- 2008 — «Исповедь Розы» К. де Сент — Экзюпери
- 2008 — «Доходное место» А. Островский
- 2008 — «В чужом пиру похмелье» А. Островский
- 2008 — «Царевна Подщипа» И. Крылов
- 2009 — «Человек из СССР» В. Набоков
- 2009 — «Наши за границей» Н. Лейкин
- 2010 — «Красотка и семья» С. Моэм
- 2010 — «Ученик Лицея» А. Платонов
- 2010 — «Колокола» Г. Мамлин
- 2011 — «Там же, тогда же», Б. Слэйд
- 2011 — «Романтический возраст», А. Милн
- 2011 — «Цилиндр» Э. Де Филиппо
- 2011 — «Пенелопа на все времена», С. Моэм
- 2012 — «Записки сумасшедшего», Н. Гоголь
- 2012 — «Проклятый сказочник!» М. Горький
- 2012 — «Дни нашей жизни», Л. Андреев
- 2013 — «Три толстяка» Ю. Олеша
- 2013 — «Нездешний вечер» М.Цветаева
- 2013 — «Вишнёвый сад» А. Чехов
- 2013 — «Честный аферист» В. Газенклевер
- 2014 — «Обыкновенная история», И.Гончаров
- 2014 — «Безотцовщина», А. Чехов
- 2014 — «Афродита», А. Платонов
- 2015 — «Обращение в слух», А. Понизовский
- 2015 — «Старший сын» А. Вампилов
- 2015 — «Раскас» В. Шукшин
- 2015 — «Чудаки и зануды» У. Старк, Т. Транстремер
- 2016 — «Кабала святош» М. Булгаков
- 2016 — «Бедная наша Дженни»
- 2016 — «Гадюка» А. Толстой
- 2016 — «Фиеста» Э. Хемингуэй
- 2017 — «Почему спешат часы», Б. Слэйд
- 2017 — «Простодурсен и приключения жителей Приречной страны», Р. Белсвик
- 2017 — «По снегу… Колымские рассказы», В. Шаламов
- 2018 — «Дачники» М. Горький
- 2018 — «Гнездо перелётных птиц» А. Аверченко
- 2018 — «Дядюшкин сон» Ф. Достоевский
- 2019 — «Академия смеха» К. Митани
- 2019 — «Гиперболоид инженера Гарина» А. Толстой
- 2019 — «Затейник» В. Розов
- 2019 — «Живой театр Екатерины Еланской»
- 2020 — «Лес» А. Островский

## Труппа театра в разные годы
- Персоналии: Театр «Сфера»